# Cryptocellus narino
Cryptocellus narino är en spindeldjursart som beskrevs av Norman I. Platnick och Paz 1979. Cryptocellus narino ingår i släktet Cryptocellus och familjen Ricinoididae. Inga underarter finns listade i Catalogue of Life.